# Эсперанса (Санта-Фе)
Эсперанса (исп. Esperanza) — город провинции Санта-Фе, Аргентина. Административный центр департамента Ла-Капиталь. Важный сельскохозяйственный центр страны.
Расположен в 40 км к западу от столицы провинции города Санта-Фе.
Население — 43 800 человек (2015).

## История
Эсперанса была первой официально организованной сельскохозяйственной колонией в Аргентине, созданной 200 семьями иммигрантов из Швейцарии, Германии, Франции, Италии, Бельгии и Люксембурга, которые прибыли сюда в январе и феврале 1856 года. Город был официально основан 8 сентября 1856 года. Земли для каждой семьи в колонии были выделены в середине 1853 г.
Первоначальное название города — Колония Эсперанса, то есть «Колония Надежда».
В 1979 году г. Эсперанса был объявлен местом постоянным проведения Национального фестиваля сельского хозяйства и Национального дня сельскохозяйственных рабочих.
Город находится в центре одного из главнейших районов страны по производству молочных товаров (производство молока основано на базе голландско-аргентинских пород коров). Крупным промыслом также является животноводство. Кроме того, население занято в малом и среднем бизнесе (деревообработка, металлургия, производство продуктов питания, книжная печать, текстильная и кожевенная промышленность и т. д.).

## Известные уроженцы
- Альсогарай, Альваро — политик, министр экономики в 1959—1962, неоднократный кандидат в президенты.
- Гудиньо Киффер, Эдуардо (1935—2002) — аргентинский писатель.

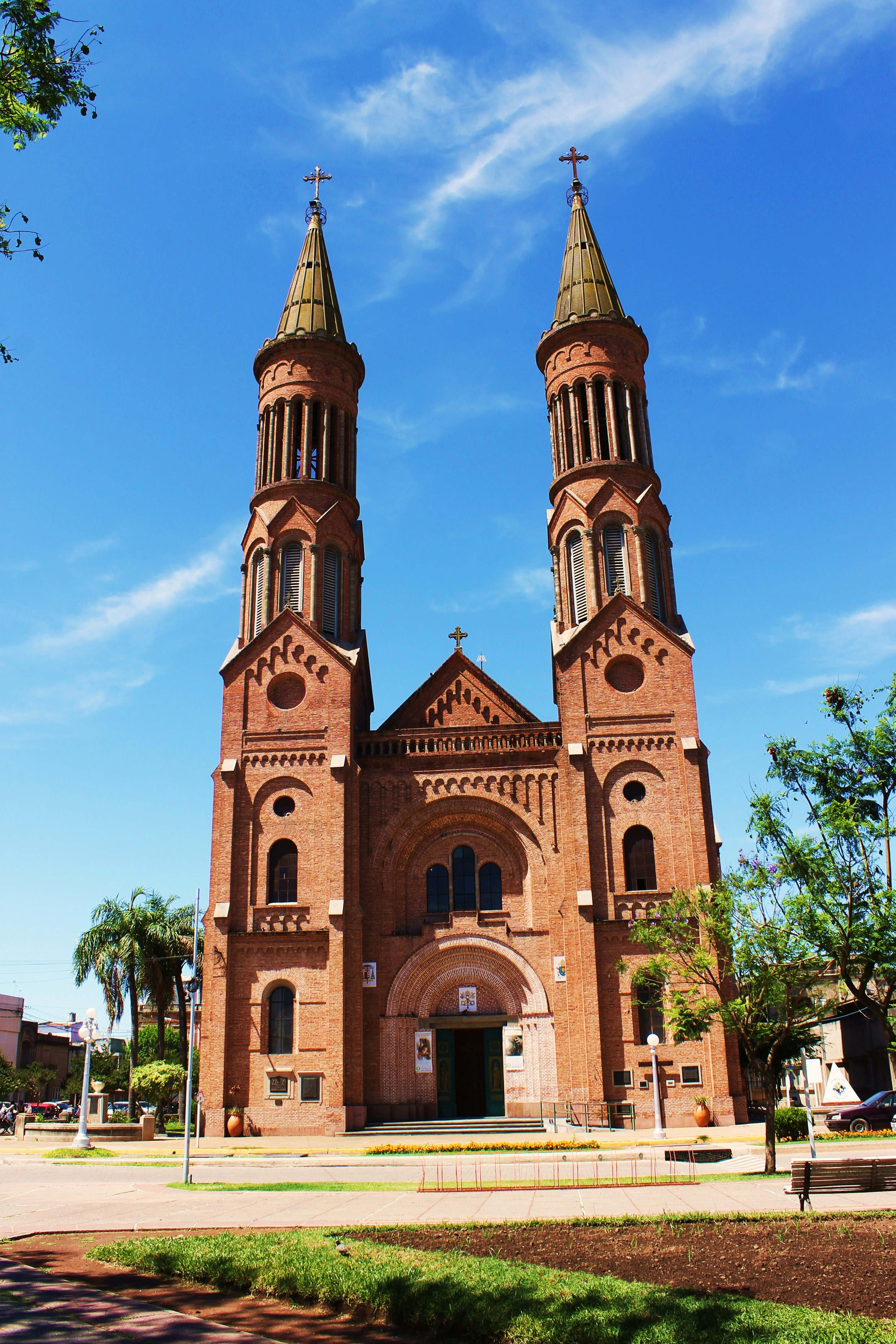
Центральная базилика
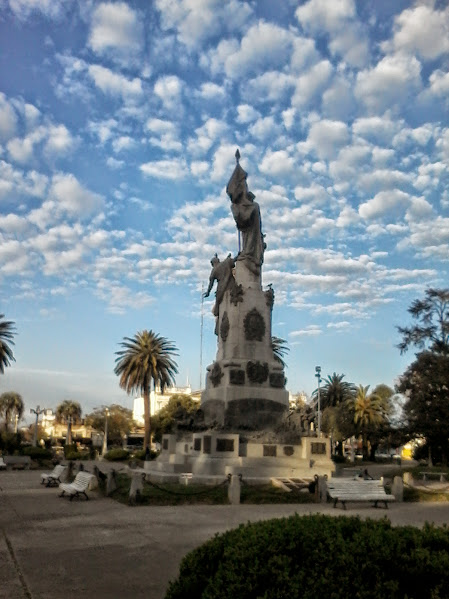
Монумент Национальному сельскому хозяйству
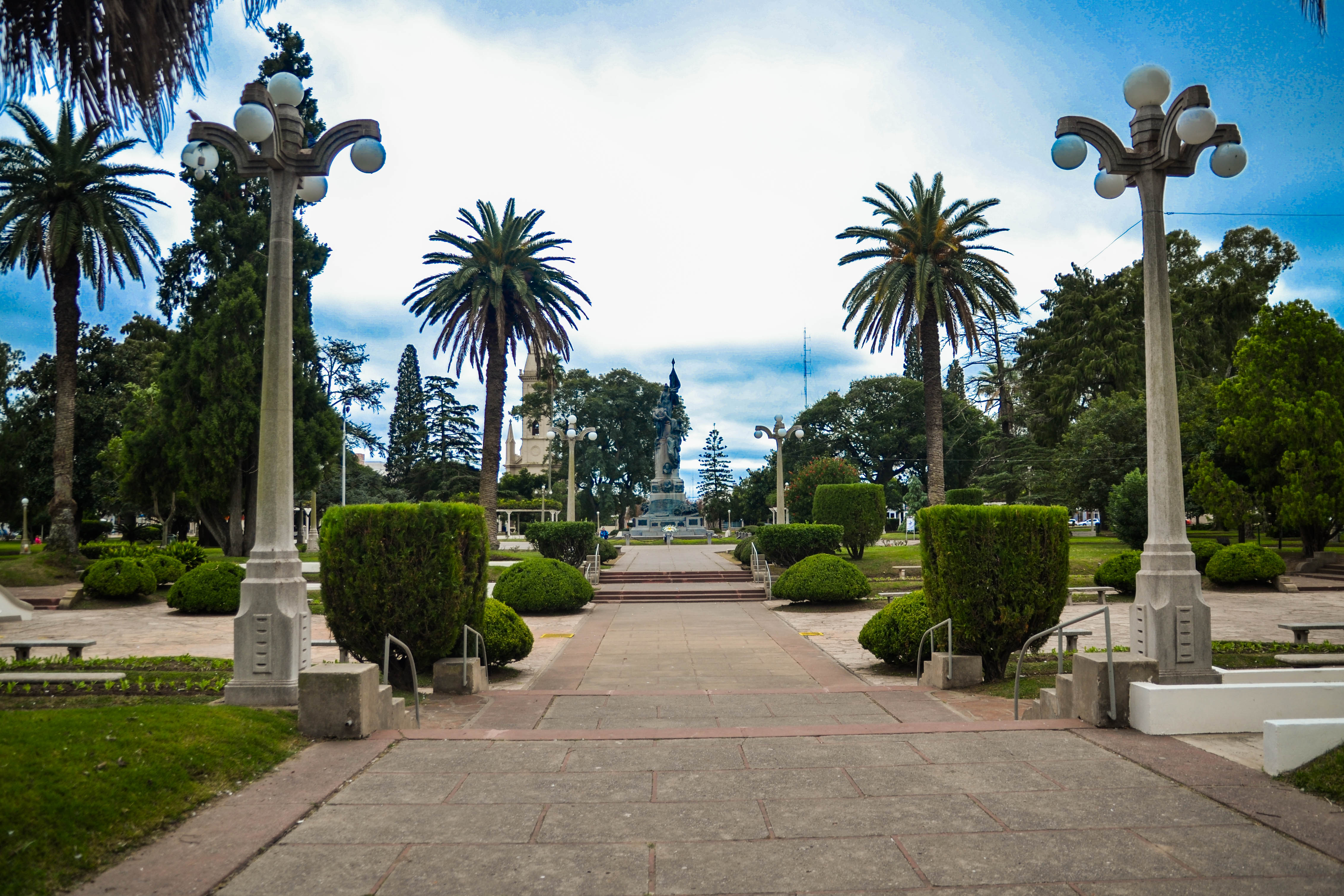
Площадь Сан Мартина
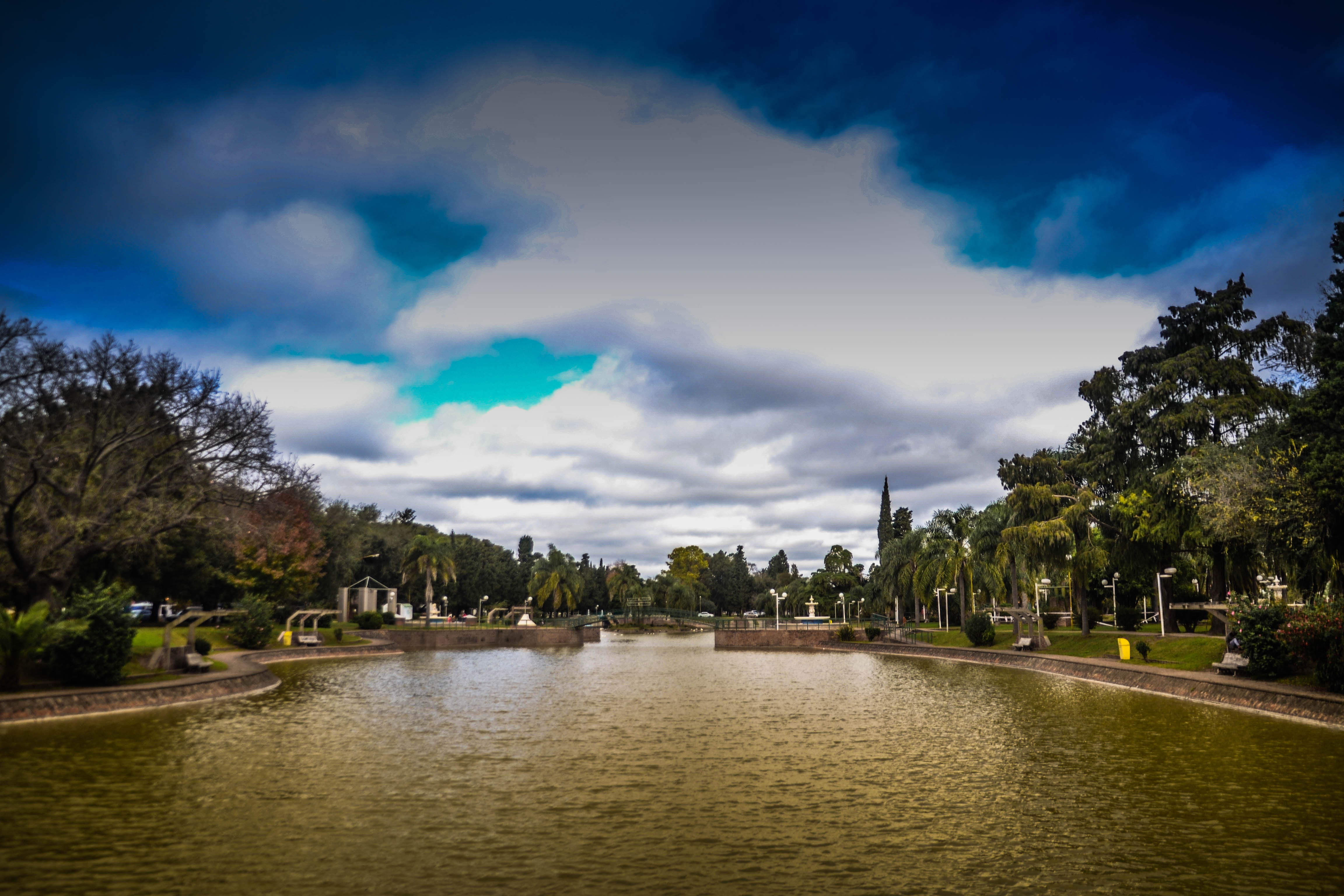
Парк Национального сельского хозяйства